# Chidera Ejuke
Chidera Ejuke (Zaria, 1998. január 2. –) nigériai válogatott labdarúgó, a spanyol Sevilla csatárja.

## Pályafutása

### Klubcsapatokban
Ejuke a nigériai Zaria városában született. Az ifjúsági pályafutását a helyi Supreme Court akadémiájánál kezdte.
2016-ban mutatkozott be a Gombe United felnőtt csapatában. 2017-ben a norvég első osztályban szereplő Vålerenga csapatához igazolt. Először a 2017. április 30-ai, Odd ellen 2–1-re elvesztett mérkőzés 77. percében, Bård Finnet váltva lépett pályára. Első gólját 2017. szeptember 24-én, Brann ellen 2–1-re megnyert találkozón szerezte meg. 2019 júliusában a török Beşiktaş és az olasz Lazio klubok érdeklődését figyelmen kívül hagyva a holland Heerenveenhez szerződött.
2020. augusztus 28-án négyéves szerződést kötött a Premjer Ligában érdekelt CSZKA Moszkva együttesével. 2020. augusztus 30-án, az Ahmat Groznij ellen 3–0-ra megnyert bajnoki 65. percében, Fjodor Nyikolajevics Csalov cseréjeként debütált. 2020. szeptember 30-án, a Szpartak Moszkva ellen 3–1-es győzelemmel zárult mérkőzésen Ejuke szerezte a harmadik gólt. A 2022–23-as szezonban a német Hertha BSC, míg a 2023–24-es szezonban a belga Antwerp csapatát erősítette kölcsönben.
2024. június 17-én aláírt a spanyol Sevilla csapatához.

### A válogatottban
Ejuke tagja volt a nigériai U17-es és U20-as korosztályú válogatottaknak is.
2020-ban debütált a felnőtt válogatottban. Először a 2020. október 13-ai, Tunézia ellen 1–1-es döntetlennel zárult barátságos mérkőzés 78. percében, Samuel Chukwuezet váltva lépett pályára.

## Statisztikák
2023. május 20. szerint
| Klub                    | Szezon   | Osztály      | Bajnokság | Bajnokság | Kupa  | Kupa | Nemzetközi | Nemzetközi | Összesen | Összesen |
| Klub                    | Szezon   | Osztály      | Meccs     | Gól       | Meccs | Gól  | Meccs      | Gól        | Meccs    | Gól      |
| ----------------------- | -------- | ------------ | --------- | --------- | ----- | ---- | ---------- | ---------- | -------- | -------- |
| Vålerenga               | 2017     | Eliteserien  | 16        | 4         | 3     | 1    | —          | —          | 19       | 5        |
| Vålerenga               | 2018     | Eliteserien  | 29        | 3         | 3     | 0    | —          | —          | 32       | 3        |
| Vålerenga               | 2019     | Eliteserien  | 14        | 6         | 3     | 1    | —          | —          | 17       | 7        |
| Vålerenga               | Összesen | Összesen     | 59        | 13        | 9     | 2    | 0          | 0          | 68       | 15       |
| Heerenveen              | 2019–20  | Eredivisie   | 25        | 9         | 4     | 1    | —          | —          | 29       | 10       |
| CSZKA Moszkva           | 2020–21  | Premjer Liga | 25        | 5         | 3     | 0    | 5          | 0          | 33       | 5        |
| CSZKA Moszkva           | 2021–22  | Premjer Liga | 30        | 5         | 2     | 0    | —          | —          | 32       | 5        |
| CSZKA Moszkva           | Összesen | Összesen     | 55        | 10        | 5     | 0    | 5          | 0          | 65       | 10       |
| Hertha BSC (kölcsönben) | 2022–23  | Bundesliga   | 20        | 0         | 1     | 0    | —          | —          | 21       | 0        |
| Összesen                | Összesen | Összesen     | 159       | 32        | 19    | 3    | 5          | 0          | 183      | 35       |